# Chiropterotriton magnipes
Chiropterotriton magnipes är en groddjursart som beskrevs av George Bernard Rabb 1965. Chiropterotriton magnipes ingår i släktet Chiropterotriton och familjen lunglösa salamandrar. IUCN kategoriserar arten globalt som akut hotad. Inga underarter finns listade i Catalogue of Life.